# DVC 't Rozeke Antwerpen
FC 't Rozeke Ekeren-Donk, fondé en août 1974, est un club de football féminin belge. En 1999, il change de nom et devient le DVC 't Rozeke Schoten. Un an plus tard, nouveau changement de dénomination: DVC 't Rozeke Antwerpen. Le club cesse ses activités en 2003.

## Palmarès
- Finaliste Coupe de Belgique (1) : 1985